# Ткач Денис Вікторович
Дени́с Ві́кторович Тка́ч (нар. 13 вересня 1986 — пом. 24 лютого 2022) — український прикордонник, майстер-сержант Луганського прикордонного загону, учасник російсько-української війни. Імовірно є найпершою жертвою російського вторгнення в Україну.

## Біографія
Денис Ткач народився 13 вересня 1986 року у селі Микільське на Луганщині. Після закінчення місцевої школи і проходження строкової служби з 2007 року обрав службу у Державній прикордонній службі України.
Станом на 2022 рік служив у Луганському прикордонному загоні. У першу ніч російського вторгнення 24 лютого 2022 року перебував на чергуванні на бойовому посту поблизу села Зоринівка на кордоні з Росією. Близько 3:30-3:40 ночі вартовий помітив у тепловізор російську диверсійну групу, яка перетнула кордон. Денис дав команду п'ятьом підлеглим відступити з позицій, а сам зайняв місце за кулеметом і прийняв бій, у якому був вбитий російськими загарбниками. Тіло Дениса біля прикордонного посту на ранок знайшла його дружина Оксана.
Похований у рідному селі.

## Родина
Був одружений. Мав двох дітей: доньку Домініку (2020 року народження), виховував сина дружини від першого шлюбу Романа. Родина виїхала з окупації до Волинської області. Мати Дениса залишилася прихильною до окупантів, попри загибель сина, та виїхали до Росії.

## Нагороди
- Орден «За мужність» ІІІ ступеня (посмертно)[5]
- Відзнака «За вільну Луганщину» (посмертно)[6]